# Шомло (гора)
Шомло (венг. Somló, также Шомлио, Somlyó) — гора вулканического происхождения высотой 431 м над уровнем моря на территории деревень Шолмосёлёш, Доба и Шолмовашархей в западной части медье Веспрем в Венгрии, на правом берегу реки Торна, правого притока реки Марцаль, на низменности Кишальфёльд (Среднедунайской низменности), к северо-западу от городов Айка и Девечер. Дала название винодельческому району.
К концу плиоцена Паннонское море высохло. Вулканическая активность создала Шомло, а также горы Бадачонь (438 м), Сент-Дьёрдь-Хедь (414 м), Чобанц (376 м), Гулач (376 м), Тоти-Хедь (347 м), Халап (358 м). На склонах потухших вулканов Бадачонь, Сент-Дьёрдь-Хедь, гор у деревни Сиглигет, Тоти, Гулач, Чобанц и Абрахам растут виноградники, этот винодельческий район носит название Бадачонь. Шомло представляет собой отдельный винодельческий район. Выращивают виноград белых винных сортов. На южных склонах Шолмо выращивают сорта Юхфарк, Оласрислинг, Трамини, Харшлевелю и Фурминт.
На северном склоне горы находится замок Шомло, который впервые упоминается в 1352 году.
В конце XIX века  на горе Шолмо и вокруг неё обнаружено несколько важных находок позднего бронзового века и раннего железного века. В 2023 году археологи Венгерского национального музея начали исследование древнего поселения позднего бронзового века и раннего железного века на вершине Шомло. Найдены с помощью металлоискателя шесть металлических кладов, которые содержат более 300 артефактов. Пять кладов — позднего бронзового века, а один — раннего железного века. В кладах также найдены янтарные бусины, клыки кабана и домашней свиньи, а также тканевые и кожаные компоненты. Самые ранние находки датируются периодом бронзового века C (1400—1300 гг. до н. э.) по Райнеке, находки периода Гальштат В1—В2 (1080—900 гг. до н. э.) самые многочисленные. Некоторые находки свидетельствуют о том, что эта территория продолжала быть заселенной в периоды Гальштат D2–D3 (между второй половиной VI века до н. э. и началом V века до н. э.). Большое количество бронзы предполагает наличие на горе мастерских по обработке бронзы. В марте 2024 года проведено исследование с применением лидара.